# 포스트케인지언경제학
포스트케인지언경제학(Post-Keynesian economics)은 존 메이너드 케인스의 일반 이론에 기원을 두고 있는 경제사상 학파로, 후속 발전은 미하우 칼레츠키, 조안 로빈슨, 니컬러스 칼도, 시드니 웨인트라웁, 폴 데이비슨, 피에로 스라파, 얀 크레겔 영향을 크게 받았다. 역사가 로버트 스키델스키는 포스트케인지안 학파가 케인즈의 원작 정신에 가장 가까운 상태로 남아 있다고 주장한다. 경제학에 대한 비주류적 접근방식이다.

## 주요 포스트케인지언경제학자
- 니컬러스 칼도
- 미하우 칼레츠키
- 아바 러너
- 하이먼 민스키
- 조안 로빈슨
- 윌리엄 비크리

## 같이 보기
- 케인스 경제학
- 새케인스학파